# Pithecellobium insigne
Pithecellobium insigne är en ärtväxtart som beskrevs av Marc Micheli. Pithecellobium insigne ingår i släktet Pithecellobium och familjen ärtväxter. Inga underarter finns listade i Catalogue of Life.